# Pasaporte sudafricano
El pasaporte sudafricano es un documento de viaje emitido a los ciudadanos de Sudáfrica con el propósito de realizar viajes internacionales. Además, facilita el proceso de obtención de asistencia de los funcionarios consulares sudafricanos en el extranjero, siempre que sea necesario. El pasaporte sudafricano es un documento de prueba válido de ciudadanía según la ley de nacionalidad sudafricana. A fecha de 2018, los ciudadanos de Sudáfrica tenían acceso sin visado o con visado a la llegada a 100 países, según el Índice de restricciones de visas.
Los pasaportes sudafricanos son expedidos por el Departamento del Interior de Sudáfrica, en los términos de la Ley de Pasaportes y Documentos de Viaje de Sudáfrica (Ley 4 de 1994),y el Reglamento de Pasaportes y Documentos de Viaje de Sudáfrica de 1996.

## Categorías de pasaportes
Hay seis categorías de pasaportes sudafricanos:
Pasaporte ordinario
Estos pasaportes se expiden a los ciudadanos mayores de 16 años y están destinados a viajes ocasionales, como vacaciones y viajes de negocios. Contienen 32 páginas y tienen una validez de 10 años. Los pasaportes regulares no son renovables, ya que cuando caducan se deben presentar nuevas solicitudes de pasaporte.
Pasaporte grande
Son similares a los pasaportes ordinarios. En este caso contienen 48 páginas, las cuales sirven para los viajeros frecuentes. Al igual que los pasaportes normales, se expiden a los ciudadanos mayores de 16 años, tienen una validez de 10 años y no son renovables. Al igual que el pasaporte normal, cuando un pasaporte grande caduca, se debe presentar una nueva solicitud de pasaporte.
Pasaporte infantil
Estos pasaportes se expiden a los ciudadanos menores de 15 años. Tienen una vigencia de cinco años y no son renovables.
Pasaporte oficial
Estos pasaportes se expiden a los funcionarios adscritos a instituciones gubernamentales. Se pueden utilizar para viajes oficiales. Tienen una validez de cinco años y el Departamento del Interior los expide de forma gratuita.
Pasaporte diplomático
Emitido a diplomáticos y cónsules para viajes de trabajo y a las personas a su cargo que los acompañen.

## Apariencia física
Los pasaportes sudafricanos son de color verde, con el escudo de armas de Sudáfrica estampado en oro en el centro de la portada. El nombre oficial del país "REPUBLIC OF SOUTH AFRICA", francés: "RÉPUBLIQUED'AFRIQUE DU SUD" están inscritos en texto dorado encima y debajo del escudo de armas, respectivamente. Las inscripciones "PASSPORT", francés: "PASSEPORT" se muestran en texto dorado cerca de la parte inferior de la portada. La contraportada se deja en blanco.
A partir de 2009, los pasaportes se emitieron con el nuevo escudo de armas sudafricano posterior al año 2000. Además, las páginas de visados ahora contienen fotografías del león, el búfalo, el leopardo, el elefante y el rinoceronte, los cinco grandes animales del sur de África.
La nota del pasaporte ocupa la primera página del pasaporte, mientras que en la última página se encuentran los detalles. La página de información de identidad está impresa en el interior de la contraportada del pasaporte, frente a la página de detalles.

### Idiomas
La portada, la nota del pasaporte, la página de detalles y la página de información de la identidad están impresas en inglés y francés. Hasta 1994, también se imprimía en afrikáans.

### Nota del pasaporte
Los pasaportes contienen una nota del estado emisor, dirigida a las autoridades de todos los demás estados, identificando al portador como ciudadano de ese estado y solicitando que se le permita pasar y ser tratado de acuerdo con las normas internacionales. La nota dentro del pasaporte sudafricano dice:
En Inglés:
In the Name of the President
The President of the Republic of South Africa requests all whom it may concern to allow the bearer of this passport to pass freely without let or hindrance and to afford the bearer all necessary assistance and protection.
y en francés:
Au Nom du Président
Le Président de la République d'Afrique du Sud, prie tous ceux que les présentes peuvent concerner de laisser passer librement et sans entrave le titulaire du présent passeport et de lui Accorder toute aide et secours en cas de besoin.

### Página de detalles
En la página de detalles, se le indica al portador que complete su dirección de residencia permanente y otra información de contacto, y el nombre, dirección e información de contacto de alguien a quien notificar en caso de accidente o muerte en el extranjero.

### Página de información de identidad
Los siguientes datos están impresos en la página de información de identidad, la cual está ubicada en el interior de la contraportada del pasaporte:
- Fotografía del titular del pasaporte.
- Tipo de documento
- Código del país emisor, que es ZAF para Sudáfrica
- Número de pasaporte
- Apellido
- Nombres de pila
- Nacionalidad
- Fecha de nacimiento
- Número de identidad
- Sexo
- Lugar de nacimiento [indica sólo el nombre del país]
- Fecha de emisión
- Autoridad [la autoridad emisora del pasaporte, que es el Departamento del Interior]
- Fecha de expiración
- Firma del titular (si tiene 16 años o más)

Se encuentra una zona legible por máquina en la parte inferior de la página de información de identidad.

### Nuevos pasaportes (con el nuevo escudo de armas posterior al 2000)
El Departamento del Interior comenzó a emitir pasaportes de nuevo formato el 9 de abril de 2009. Estos pasaportes no son biométricos, aunque cuentan con múltiples elementos de seguridad, como una página de policarbonato de siete capas donde se graban con láser los datos personales, así como una fotografía. Se han utilizado otras características de seguridad para que el pasaporte cumpla con los requisitos de la Organización de Aviación Civil Internacional.

## Viaje sin visado
Los requisitos de visado para los ciudadanos sudafricanos son las restricciones administrativas de entrada impuestas por las autoridades de otros estados a los ciudadanos de Sudáfrica. En 2019, los ciudadanos sudafricanos tenían acceso sin visado o con visado a la llegada a 100 países y territorios, lo que sitúa al pasaporte sudafricano en el puesto 51 (empatado con Belice), según el índice de restricciones de visas Henley.

## Solicitud del pasaporte
Hasta que se introdujeron métodos más modernos y digitales, la solicitud del pasaporte sudafricano se hacía rellenando el formulario de solicitud BI-73,así como entregando fotografías del tamaño adecuado para garantizar una correcta identificación. Hoy en día se hacen fotografías in situ, además de la recepción de otros datos biométricos.
Los pasaportes sudafricanos se expiden en cualquier oficina del Departamento del Interior de Sudáfrica, pero todos se imprimen en la capital ejecutiva, Pretoria.
Según la Ley de ciudadanía sudafricana (Ley 88 de 1995),modificada por la Ley de enmienda de la ciudadanía sudafricana (Ley 17 de 2004), los sudafricanos pueden tener doble ciudadanía, pero no pueden utilizar la ciudadanía de otro país para obtener ventajas o evitar responsabilidades mientras estén en Sudáfrica.
Además, es ilegal que un adulto con ciudadanía sudafricana entre o salga de Sudáfrica con un pasaporte no sudafricano. Los ciudadanos con doble nacionalidad que utilicen un pasaporte no sudafricano para entrar o salir de Sudáfrica pueden ser rechazados en los puestos de control fronterizos, por lo que podrían recibir una multa o una pena de prisión de hasta 12 meses. Sin embargo, se permite el uso de su pasaporte no sudafricano para entrar o salir de cualquier país que no sea Sudáfrica.

## enlaces externos
- Gobierno de Sudáfrica
- Departamento del Interior de Sudáfrica
- Cómo renovar un pasaporte sudafricano

- Datos: Q1273893